# Белілешть (Тігвень, Арджеш)
Белілешть, Белілешті (рум. Bălilești) — село у повіті Арджеш в Румунії. Входить до складу комуни Тігвень.
Село розташоване на відстані 145 км на північний захід від Бухареста, 40 км на північний захід від Пітешть, 107 км на північний схід від Крайови, 101 км на південний захід від Брашова.

## Населення
За даними перепису населення 2002 року у селі проживали 149 осіб, усі — румуни. Усі жителі села рідною мовою назвали румунську.